# アネレ・エンゴンカ
カルヴィン・アネレ・エンゴンカ（Calvin Anele Ngcongca, 1987年10月21日 - 2020年11月23日）は、南アフリカ共和国のサッカー選手。ケープタウン出身。マメロディ・サンダウンズFCに所属していた。

## 経歴
2009年11月24日の日本代表戦で南アフリカ代表デビューを果たし、以来代表として2010 FIFAワールドカップに選ばれている。2016年までに53試合に出場した。
2020年11月23日、同国ダーバン近郊で乗っていた車が制御を失い、車外に投げ飛ばされて死去した。33歳没。

## 代表歴

### 出場大会
- 南アフリカ代表
  - 2010 FIFAワールドカップ

### 試合数
- 国際Aマッチ 53試合 0得点（2009年-2016年）[2]

| 南アフリカ代表 | 国際Aマッチ | 国際Aマッチ |
| 年             | 出場        | 得点        |
| -------------- | ----------- | ----------- |
| 2009           | 2           | 0           |
| 2010           | 8           | 0           |
| 2011           | 6           | 0           |
| 2012           | 4           | 0           |
| 2013           | 12          | 0           |
| 2014           | 7           | 0           |
| 2015           | 13          | 0           |
| 2016           | 1           | 0           |
| 通算           | 53          | 0           |

## タイトル
KRCヘンク
- ジュピラー・プロ・リーグ (1) : 2010–11
- ベルギーカップ (2) : 2008–09, 2012–13
- ベルギー・スーパーカップ (1) : 2011